# DDR-Meisterschaften im Feldfaustball 1978
Die DDR-Meisterschaften im Feldfaustball 1978 waren seit 1949 die 29. Austragung der Meisterschaften im Faustball auf dem Feld in der DDR im Jahre 1978.

## Finale
Die beiden Finalturniere der jeweils vier Oberliga-Erstplatzierten der Frauen und Männer fanden im Stadion „25. Jahrestag“ in Geithain statt.
Die traditionelle Endrunde stand auf einem sehr guten Niveau, obgleich auf Grund des vorangegangenen Dauerregens der Rasen nur wenige technische Raffinessen im Spiel an der zwei Meter hohen Leine zuließ. Schlaghärte, zentimetergenaues Zuspiel zu gekonnten Kern-, Hammer- oder Rundschlägen sowie enorme Einsatzbereitschaft waren die herausstechenden Merkmale, und die Elite der über 8000 Aktiven zwischen Ostsee und Erzgebirge bewies einmal mehr, dass Faustball eine attraktive, interessante und anspruchsvolle Sportart ist.
In der Herrenkonkurrenz, in der der 14fache DDR-Meister ISG Hirschfelde seit 1955 erstmals nur Zaungast war, behauptete sich Titelverteidiger Lok Dresden souverän und hatte nur gegen seine zweite Garnitur mehr Mühe als erwartet. Fortschritt Glauchau erkämpfte sich vor Altmeister Chemie Zeitz den zweiten Rang. Oberliganeuling Lok Dresden II fiel keineswegs ab, doch liegen seine Stärken wohl eher im Hallenspiel.
Das begeisterungsfähige Publikum sparte nicht mit Beifall – besonders für die Leinenspieler, die das Leder in die gegnerische Hälfte befördern. Dabei zeichneten sich neben Hellmut Pöge (Lok Dresden I) auch Rolf Malecha (Fortschritt Glauchau) und Routinier Wolfgang Ehrlich (Chemie Zeitz) aus.
Im Damenwettbewerb dominierte Chemie Weißwasser, deren Aktive sich nach 1973 in Lichtenstein zum zweiten Male mit der Meisterplakette schmücken durften. Der Titelgewinner der zurückliegenden vier Jahre, die Görlitzer Spielgemeinschaft, war durch den Ausfall von zwei Stammspielerinnen chancenlos.

## Frauen
Abschlusstabelle der Hauptrunde:
| Platz | Mannschaft                 | Punkte          | Siege           | Remis           | Niederlagen     | Bälle           | Vorgabezähler   |
| 1.    | SG Görlitz (M)             | 22:2            | 11              | –               | 1               | 349:241         | 3               |
| 2.    | Chemie Weißwasser          | 21:3            | 10              | 1               | 1               | 342:238         | 2               |
| 3.    | TSG Berlin-Oberschöneweide | 16:8            | 8               | –               | 4               | 299:262         | 1               |
| 4.    | Pentacon Dresden           | 13:11           | 6               | 1               | 5               | 271:261         | 0               |
| 5.    | Lokomotive Schleife        | 8:16            | 4               | –               | 8               | 275:323         | –               |
| 6.    | Lokomotive Schwerin        | 3:21            | 1               | 1               | 10              | 261:373         | –               |
| 7.    | Fortschritt Groitzsch (N)  | 1:23            |                 | 1               | 11              | 198:297         | –               |
| 8.    | ISG Hirschfelde            | zurückgezogen 1 | zurückgezogen 1 | zurückgezogen 1 | zurückgezogen 1 | zurückgezogen 1 | zurückgezogen 1 |

Die Hirschfelder Mannschaft stand durch ihren Rückzug automatisch als Absteiger fest. Neuling Fortschritt Groitzsch hatte an den Spielen um die Qualifikation für die kommende Oberligasaison teilzunehmen.
Aufstiegsrunde:
Nach den Regeln gab es eine Aufstiegsrunde mit den vier Staffelsiegern der Bezirksgruppenliga und dem Oberligaletzten – aufgrund des Rückzuges der ISG Hirschfelde – die Mannschaft von Fortschritt Groitzsch.

Finalturnier:
| SG Görlitz        | – | Pentacon Dresden           | 27:29 (15:18) |
| Chemie Weißwasser | – | TSG Berlin-Oberschöneweide | 39:26 (20:15) |
| Chemie Weißwasser | – | Pentacon Dresden           | 40:18 (21:11) |
| SG Görlitz        | – | TSG Berlin-Oberschöneweide | 35:26 (18:10) |
| Chemie Weißwasser | – | SG Görlitz                 | 47:20 (29:9)  |
| Pentacon Dresden  | – | TSG Berlin-Oberschöneweide | 28:28 (11:17) |

Abschlusstabelle:
| Platz | Mannschaft                 | Punkte | Vorgabezähler | Gesamt | Bälle/Diff. |
| 1.    | Chemie Weißwasser          | 6:0    | 2             | 8:0    | 126:64 +62  |
| 2.    | SG Görlitz                 | 2:4    | 3             | 5:4    | 82:102 -20  |
| 3.    | Pentacon Dresden           | 3:3    | 0             | 3:3    | 75:95 -20   |
| 4.    | TSG Berlin-Oberschöneweide | 1:5    | 1             | 2:5    | 80:102 -22  |

Durch die in der Hauptrunde erzielten Vorgabezähler schafften es die Görlitzer, trotz der Niederlage gegen die Dresdner vor diesen den zweiten Platz zu erringen.
Kader des Siegers:
|  | BSG Chemie Weißwasser: Gisela Bursch, Ursula Lisk, Ingrid Klei, Petra Bergmann, Waltraud Steide Übungsleiter: Walter Wiedemann |

## Männer
Abschlusstabelle der Hauptrunde:
| Platz | Mannschaft                | Punkte | Siege | Remis | Niederlagen | Bälle   | Vorgabezähler |
| 1.    | Lokomotive Dresden I (M)  | 38:2   | 19    | –     | 1           | 662:460 | 3             |
| 2.    | Fortschritt Glauchau      | 33:7   | 16    | 1     | 3           | 671:562 | 2             |
| 3.    | Chemie Zeitz              | 31:9   | 15    | 1     | 4           | 708:513 | 1             |
| 4.    | Lokomotive Dresden II (N) | 24:16  | 12    | –     | 8           | 588:547 | 0             |
| 5.    | Plasttechnik Greiz        | 20:20  | 10    | –     | 10          | 565:563 | –             |
| 6.    | Einheit Halle             | 18:22  | 9     | –     | 11          | 471:485 | –             |
| 7.    | ISG Hirschfelde I         | 16:24  | 8     | –     | 12          | 508:528 | –             |
| 8.    | Motor Zwickau-Süd         | 16:24  | 8     | –     | 12          | 578:631 | –             |
| 9.    | Traktor Bachfeld          | 13:27  | 6     | 1     | 13          | 481:584 | –             |
| 10.   | ISG Hirschfelde II 1      | 7:33   | 3     | 1     | 16          | 442:564 | –             |
| 11.   | Medizin Erfurt (N)        | 4:36   | 2     | –     | 18          | 445:682 | –             |

Abstieg: Nach der neu beschlossenen Regelung, stiegen ab dieser Saison die Staffelersten der drei DDR-Ligen direkt auf, so dass es nun auch drei Oberligaabsteiger gab. Oberliganeuling Medizin Erfurt, die zweite Vertretung der ISG Hirschfelde und die BSG Traktor Bachfeld stiegen aus der Oberliga ab. Ihre Plätze nahmen 1979 die Liga-Staffelsieger Empor Tangermünde, Motor Schleusingen und Fortschritt Walddorf ein.
Finalturnier:
| Fortschritt Glauchau | – | Chemie Zeitz         | 31:31 (11:21) |
| Lok Dresden I        | – | Lok Dresden II       | 29:15 (16:14) |
| Chemie Zeitz         | – | Lok Dresden I        | 27:38 (10:25) |
| Fortschritt Glauchau | – | Lok Dresden II       | 34:19 (17:8)  |
| Lok Dresden I        | – | Fortschritt Glauchau | 36:19 (14:11) |
| Chemie Zeitz         | – | Lok Dresden II       | 30:26 (15:11) |

Abschlusstabelle:
| Platz | Mannschaft           | Punkte | Vorgabezähler | Gesamt | Bälle/Diff. |
| 1.    | Lok Dresden I        | 6:0    | 3             | 9:0    | 103:61 +42  |
| 2.    | Fortschritt Glauchau | 3:3    | 2             | 5:3    | 84:86 -2    |
| 3.    | Chemie Zeitz         | 3:3    | 1             | 4:3    | 88:95 -7    |
| 4.    | Lok Dresden II       | 0:6    | 0             | 0:6    | 60:93 -33   |

Die Vorgabezähler beeinflussten den Abschlussstand derart, dass die Mannschaft aus Glauchau am Ende vor dem Serienmeister Chemie Zeitz auf den zweiten Platz kam.
Kader des Siegers:
|  | Lokomotive Dresden: Hellmut Pöge, Harald Häser, Gerd Weber, Detlef Sorge, Volker Kretschmer, Jochen Bitterlich Übungsleiter: Fredi Bitterlich |

## Anmerkung
1. 1 2  Vorgabezähler: Gemäß ihrer Platzierung in der Hauptrunde erhielten die qualifizierten Mannschaften Punkte für die Endrunde. Der Erste erhielt dabei drei Punkte, der Zweitplatzierte zwei, der Dritte noch einen.